# 卡雷尔·波博尔斯基
卡雷尔·波博尔斯基（Karel Poborskýⓘ，1972年3月30日—）是一名已退役的捷克职业足球运动员，技术出众。
2004年8月18日，波波斯基参加了捷克与希腊的比赛，从而成为第一位代表捷克国家队出场100次的球员。1994年2月23日，波波斯基参加了捷克与土耳其的比赛，这是他代表捷克国家队的第一场国际比赛，也是捷克国家队从捷克斯洛伐克中独立后参加的第一场国际赛事。
在1996年欧洲足球锦标赛四分之一决赛中，波波斯基在大禁区线一脚精妙的挑射使他一战成名，帮助球队1-0战胜葡萄牙晋级半决赛。
波波斯基先后效力于布拉格斯拉维亚、曼联、本菲卡、拉齊奧、布拉格斯巴达以及布約維奇足球俱乐部（Sk České Budějovice），于2007年宣布退役。
波波斯基代表国家队参加过1996年、2000年、2004年欧洲足球锦标赛和2006年世界杯。退役后，他出任了捷克国家队的技术指导，随队参加了2008年欧洲足球锦标赛。